# إدريس مرون
ادريس مرون، من مواليد منطقة تاونات، هو سياسي مغربي، وزير التعمير وإعداد التراب الوطني المغربي الأسبق، عضو حزب الحركة الشعبية المغربية.

## سيرته
إدريس ميرون مهندس دولة في الهندسة المدنية، خريج مدرسة الحسنية للأشغال العامة. عضو مجلس المستشارين ورئيس بلدية عين مديونة بتونات منذ عام 2009. كما شغل منصبي نائب رئيس جهة جهة الرباط سلا زمور زعير ورئيس لجنة بها لفترتين.
باعتباره خبيرا في التخطيط الحضري والبنية التحتية، شغل مرون، من 1978 إلى 1994، منصب مهندس رئيس في بلديات تطوان والعرائش وسلا، مسؤولًا عن البرمجة والتجهيز والتعمير. كما شغل أيضًا مناصب في القطاع الخاص، بما في ذلك منصب المدير العام لشركة البناء والأشغال العمومية 